# David Mitchell
David Mitchell (Ainsdale, 12 de enero de 1969) es un novelista inglés.
Mitchell nació en Southport, Merseyside, en Inglaterra. Estudió en la universidad de Kent donde se tituló en Literatura inglesa y americana, y realizó un máster en Literatura comparada.
Residió un año en Sicilia y luego se mudó a Hiroshima, donde trabajó como profesor de inglés para alumnos de escuelas técnicas durante 8 años antes de regresar a Inglaterra. Desde entonces vive en Cork, Irlanda, con su esposa japonesa, Keiko, y sus dos hijos.
La primera novela de Mitchell, Escritos fantasma (Ghostwritten, 1999), transcurría por distintos puntos del globo, de Okinawa a Mongolia llegando hasta Nueva York, y usaba nueve narradores cuyas historias se entrelazaban. Con esta novela ganó el premio John Llewellyn Rhys (para el mejor autor británico menor de 35 años) y fue nominado para el Guardian First Book Award.
Sus siguientes trabajos, number9dream (2001) y El atlas de las nubes (Cloud Atlas, 2004), fueron nominados para el Man Booker Prize. 
En 2006 publicó la novela Black Swan Green, que cuenta la historia de un adolescente de 13 años, Jason Taylor, en un pueblo de Inglaterra en la época thatcheriana, el mismo año de la guerra de las Malvinas. Jason Taylor es poeta -su seudónimo es Eliot Bolivar- y durante trece capítulos -que corresponden a todo un año- cuenta la historia de su tartamudeo, de la desintegración de su familia, de los amigos de la escuela y de las chicas. Por su capacidad para adentrarse en el mundo de Jason Taylor, la novela ha sido comparada con grandes clásicos del género como El guardián entre el centeno, de J. D. Salinger, y El señor de las moscas, de William Golding. 
En 2016 decide participar en el proyecto Future Library project de Katie Paterson, con la novela corta From Me Flows What You Call Time, la cual no podrá ser leída hasta el año 2114. 
El editor de Mitchell para Random House en EE. UU. es el novelista David Ebershoff.